# Stylops bimaculatae
Stylops bimaculatae  (лат.) — вид веерокрылых насекомых рода Stylops из семейства Stylopidae. Европа.
Паразиты пчёл вида Andrena bimaculatae (род Andrena, Andrenidae). Лапки самцов 4-члениковые, усики 6-члениковые с боковыми отростками. Голова поперечная. Обладают резким половым диморфизмом: самцы крылатые (2 пары узких крыльев: передние маленькие и узкие, задние широкие), самки бескрылые червеобразные эндопаразиты.
Вид был впервые описан в 1918 году британским энтомологом Робертом Перкинсом (Robert Cyril Layton Perkins, 1866—1955) и именован по видовому названию пчелы-хозяина.
В одной из новых работ по роду Stylops  в ходе анализа ДНК авторами (Straka et al., 2015) рассматривается в качестве предположительного синонима вида ?=Stylops aterrimus Newport, 1851 (в статусе «Supposed new junior subjective synonym», что на 2018 год не подтверждено соответствующими профильными базами данных, например, Eol.org и Strepsiptera database).